# Tetrasarus nanus
Tetrasarus nanus är en skalbaggsart som beskrevs av Chemsak och Hovore 2002. Tetrasarus nanus ingår i släktet Tetrasarus och familjen långhorningar.
Artens utbredningsområde är Guatemala. Inga underarter finns listade i Catalogue of Life.